# Festival d'Angoulême 1994
Le 21e festival international de la bande dessinée d'Angoulême s'est tenu du 27 au 30 janvier 1994. Il était présidé par Gérard Lauzier, vainqueur du Grand Prix l'année précédente.

## Affiche
Gérard Lauzier

## Grand prix de la ville
Nikita Mandryka

## Palmarès
- Alph-Art du meilleur album : L'Histoire du corbac aux baskets, Fred, Dargaud
- Alph-Art du meilleur album étranger : Trait de craie, Miguelanxo Prado, Casterman
- Alph-Art scénario :  Le Processus, Marc-Antoine Mathieu, Delcourt
- Alph-Art du public : Jeux pour mourir, Jacques Tardi, Casterman
- Alph-Art jeunesse : Donito t.3, Didier Conrad, Dupuis
- Alph-Art humour : Le Grand Karma, Dodo et Ben Radis, Humanoïdes Associés
- Alph-Art coup de cœur : Slaloms, Lewis Trondheim, L'Association
- Prix Bloody Mary de l'ACBD : Adam Sarlech t.3 - Le Testament sous la neige, Frédéric Bézian, Humanoïdes Associés

### Documentation
- Évariste Blanchet, « Angoulême, an XXI », Critix, no 5,‎ printemps 1994, p. 5-10.